# Urçay
Urçay est une commune française, située dans le département de l'Allier en région Auvergne-Rhône-Alpes.

## Géographie
La commune se trouve dans le nord-ouest du département de l'Allier, à la limite de celui du Cher dont la rivière éponyme marque la limite occidentale de la commune et où se situe le point le plus bas du département (160 m). La forêt de Tronçais couvre une grande partie de l'est de la commune.
Le village se trouve dans le nord-ouest du territoire de la commune, à proximité du Cher.
Les communes environnantes sont : Lételon (Allier) au nord, Braize (Allier) au nord-est, Meaulne-Vitray (Allier) au sud-est et au sud et La Perche (Cher) à l'ouest.

## Transports
Le territoire de la commune est traversé par des routes départementales : D978A, D2144 et D445 et D62. Un seul pont, routier, permet la traversée du Cher depuis la commune.
Si aucune ligne ferroviaire ne passe à Urçay, une gare portant son nom, aujourd'hui simple halte ferroviaire, est desservie par le TER Centre-Val de Loire sur la ligne entre Bourges et Montluçon. Elle est située sur la commune voisine de La Perche, juste de l'autre coté du Cher mais à moins de 600 mètres du village d'Orçay.

### Climat
Pour des articles plus généraux, voir Climat d'Auvergne-Rhône-Alpes et Climat de l'Allier.
En 2010, le climat de la commune est de type climat océanique dégradé des plaines du Centre et du Nord, selon une étude du CNRS s'appuyant sur une série de données couvrant la période 1971-2000. En 2020, Météo-France publie une typologie des climats de la France métropolitaine dans laquelle la commune est exposée à un climat océanique altéré et est dans la région climatique Ouest et nord-ouest du Massif Central, caractérisée par une pluviométrie annuelle de 900 à 1 500 mm, maximale en automne et en hiver.
Pour la période 1971-2000, la température annuelle moyenne est de 11,6 °C, avec une amplitude thermique annuelle de 16 °C. Le cumul annuel moyen de précipitations est de 748 mm, avec 10,5 jours de précipitations en janvier et 7,4 jours en juillet. Pour la période 1991-2020, la température moyenne annuelle observée sur la station météorologique de Météo-France la plus proche, sur la commune d'Orval à 14 km à vol d'oiseau, est de 12,3 °C et le cumul annuel moyen de précipitations est de 757,1 mm,. Pour l'avenir, les paramètres climatiques de la commune estimés pour 2050 selon différents scénarios d'émission de gaz à effet de serre sont consultables sur un site dédié publié par Météo-France en novembre 2022.

## Urbanisme

### Typologie
Au 1er janvier 2024, Urçay est catégorisée commune rurale à habitat dispersé, selon la nouvelle grille communale de densité à 7 niveaux définie par l'Insee en 2022.
Elle est située hors unité urbaine. Par ailleurs la commune fait partie de l'aire d'attraction de Saint-Amand-Montrond, dont elle est une commune de la couronne,. Cette aire, qui regroupe 36 communes, est catégorisée dans les aires de moins de 50 000 habitants,.

### Occupation des sols

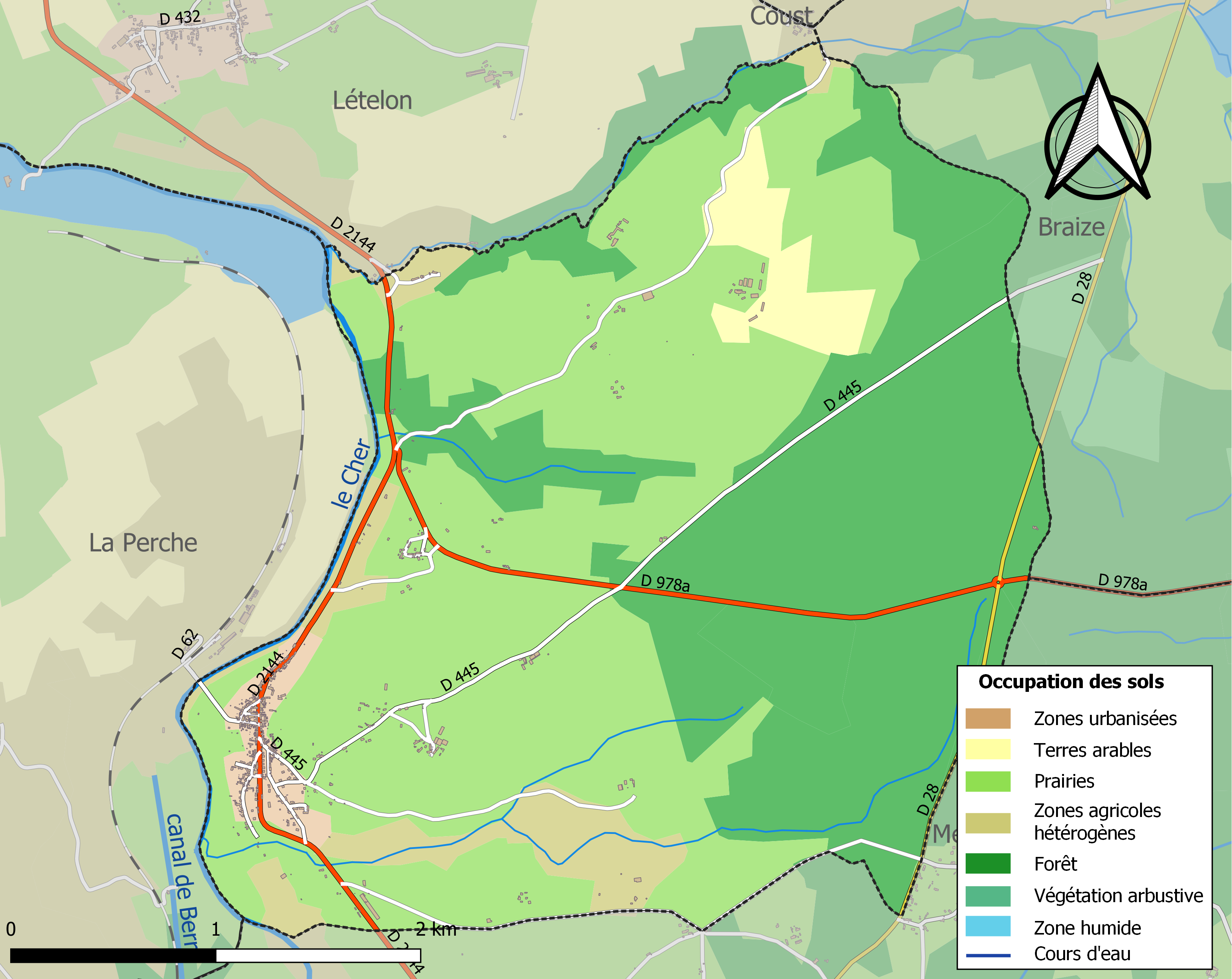
Carte des infrastructures et de l'occupation des sols de la commune en 2018 (CLC).

L'occupation des sols de la commune, telle qu'elle ressort de la base de données européenne d’occupation biophysique des sols Corine Land Cover (CLC), est marquée par l'importance des territoires agricoles (58,5 % en 2018), une proportion identique à celle de 1990 (58,5 %). La répartition détaillée en 2018 est la suivante : 
prairies (49,1 %), forêts (39,4 %), zones agricoles hétérogènes (6,4 %), terres arables (3 %), zones urbanisées (2,1 %).
L'IGN met par ailleurs à disposition un outil en ligne permettant de comparer l’évolution dans le temps de l’occupation des sols de la commune (ou de territoires à des échelles différentes). Plusieurs époques sont accessibles sous forme de cartes ou photos aériennes : la carte de Cassini (XVIIIe siècle), la carte d'état-major (1820-1866) et la période actuelle (1950 à aujourd'hui).

## Toponymie
Du latin Ursus (ours) utilisé comme nom de personne[réf. nécessaire].

## Politique et administration
Un nouveau maire a été élu au premier tour des élections municipales de 2020. Le conseil municipal, réuni en mai, a désigné deux adjoints.
| Période                                  | Période                    | Identité          | Étiquette | Qualité                     |
| ---------------------------------------- | -------------------------- | ----------------- | --------- | --------------------------- |
| Les données manquantes sont à compléter. |                            |                   |           |                             |
| avant 1995                               | ?                          | Pierre Péron      |           |                             |
| mars 2001                                | mai 2020                   | Bernard Saupic    | DVD       | Retraité Réélu en mars 2014 |
| mai 2020                                 | En cours (au 11 juin 2020) | Christophe Bajard | DVD       | Retraité                    |

## Population et société

### Démographie
L'évolution du nombre d'habitants est connue à travers les recensements de la population effectués dans la commune depuis 1793. Pour les communes de moins de 10 000 habitants, une enquête de recensement portant sur toute la population est réalisée tous les cinq ans, les populations de référence des années intermédiaires étant quant à elles estimées par interpolation ou extrapolation. Pour la commune, le premier recensement exhaustif entrant dans le cadre du nouveau dispositif a été réalisé en 2005.

En 2022, la commune comptait 296 habitants, en évolution de +11,28 % par rapport à 2016 (Allier : −1,38 %, France hors Mayotte : +2,11 %).
| 1793 | 1800 | 1806 | 1821 | 1831 | 1836 | 1841 | 1846 | 1851 |
| ---- | ---- | ---- | ---- | ---- | ---- | ---- | ---- | ---- |
| 421  | 380  | 502  | 563  | 552  | 587  | 532  | 603  | 598  |

| 1856 | 1861 | 1866 | 1872 | 1876 | 1881 | 1886 | 1891 | 1896 |
| ---- | ---- | ---- | ---- | ---- | ---- | ---- | ---- | ---- |
| 571  | 577  | 570  | 614  | 592  | 646  | 688  | 642  | 645  |

| 1901 | 1906 | 1911 | 1921 | 1926 | 1931 | 1936 | 1946 | 1954 |
| ---- | ---- | ---- | ---- | ---- | ---- | ---- | ---- | ---- |
| 583  | 615  | 607  | 519  | 550  | 509  | 507  | 490  | 461  |

| 1962 | 1968 | 1975 | 1982 | 1990 | 1999 | 2005 | 2006 | 2010 |
| ---- | ---- | ---- | ---- | ---- | ---- | ---- | ---- | ---- |
| 403  | 428  | 390  | 324  | 294  | 298  | 287  | 288  | 295  |

| 2015 | 2020 | 2022 | - | - | - | - | - | - |
| ---- | ---- | ---- | - | - | - | - | - | - |
| 270  | 293  | 296  | - | - | - | - | - | - |

## Culture locale et patrimoine

### Lieux et monuments
- Église Saint-Martin (XIIe et XIIIe siècles) possédant un portail polylobé ou festonné qui fait l’objet d’une inscription au titre des monuments historiques depuis le 20 avril 1989[19].
- Pont multicolore.

### Héraldique
|  | Les armes de la commune se blasonnent ainsi : Coupé au 1er d’azur aux deux glands tigés et feuillés d’or, au 2e de gueules à la tête de chien d’or ; à la fasce ondée d’argent brochant sur la partition. |